# Montana (Zeichentrickserie)
Montana (jap. モンタナ・ジョーンズ, Montana Jōnzu, wörtlich: „Montana Jones“; ital. Caccia al tesoro con Montana, wörtlich: „Auf Schatzsuche mit Montana“) ist eine japanisch/italienische Zeichentrickserie für Kinder unter der Regie von Tetsuo Imazawa, die 1994 von Marco Pagot und Gi Pagot entwickelt wurde. In Deutschland lief die Serie von 1997 bis 1998 auf Nickelodeon. Sie zählt zu den Furry-Animes und besteht insgesamt aus 52 Episoden.
Die Serie spielt in den 1930er-Jahren und handelt von den Abenteuern des Montana Jones, der mit seinem Cousin Prof. Alfred Jones und der hübschen Reporterin Melissa Sone in bester Indiana-Jones-Manier rund um die Welt auf Schatzsuche geht. Dabei besuchen sie reale Schauplätze und Städte wie die Pyramiden von Gizeh, den Taj Mahal, Istanbul oder auch die Osterinsel. Meistens kommt ihnen Lord Zero in die Quere, ein reicher, exzentrischer Kunstliebhaber und Meisterdieb. Alle Figuren der Serie sind Menschen mit löwen- oder tigerähnlichen Köpfen. Vorbild des Anime dürfte wohl die Abenteuerfilmreihe um Indiana Jones gewesen sein.

## Hauptfiguren
- Montana Jones ist ein junger Abenteurer und ständig auf der Suche nach dem Unbekannten und er hat keine Angst vor waghalsigen und gefährlichen Aktionen, wie zum Beispiel ohne Fallschirm aus einem Flugzeug zu springen. Zusammen mit seinem Cousin Alfred reist er in der ganzen Welt herum, immer auf der Suche nach sagenhaften Schätzen für Alfreds Mentor, Professor Gerrit. Dabei kommen die beiden oft in Schwierigkeiten, weil Lord Zero und seine Gang jedes Mal versuchen, die Schätze zu stehlen. Montana tut alles, um dies zu verhindern. Um Geld zu verdienen, arbeitet Montana im Restaurant seiner Tante. Dieses Geld braucht er, um sein Wasserflugzeug Kitty (das schon unzählige Male repariert wurde, unsere beiden Abenteurer aber dennoch nur mit großer Mühe zu den jeweiligen Schauplätzen bringt) flugtüchtig zu halten. In Montanas und Alfreds Nähe hält sich stets irgendwo Melissa Sone auf. Montana ist in sie verliebt, er gesteht ihr seine Liebe aber nicht.
- Alfred Jones liebt es, alte Kulturen, seltsame Sprachen und Schätze zu untersuchen. Er hasst zwar das Reisen, aber sein Mentor Professor Gerrit schickt ihm immer wieder Schallplatten mit neuen Aufgaben. Jedes Mal wenn er an Bord von Montanas Flugzeug steigt, bekommt er Todesangst. Alfred liebt seine Mutter und mag ihre Spaghetti bolognese. Er ist selbst ein begeisterter Koch und bereitet riesige Mengen Spaghetti für Melissa und Montana zu. Er hasst gefährliche Abenteuer und kann nicht schwimmen – Alfred ist also eigentlich das genaue Gegenteil von seinem Cousin Montana, aber zusammen sind beide ein großartiges Team. Manchmal haben sie Probleme, einen Schatz auf Anhieb zu finden, aber letzten Endes finden sie alles.
- Melissa Sone, immer gut aussehend, ist die Tochter eines Diplomaten und hilft Montana und Alfred jederzeit. Sie geht sehr gerne Einkaufen, ist von Beruf Journalistin und trägt meistens ein Kleid. Melissa kommt meist zu spät zu ihrer Maniküre, weil Montana sie immer mit auf Abenteuerreise nimmt, sogar wenn sie nicht mitgehen will. Sie hat Probleme, mit Montana Schritt zu halten, weil sie Schuhe mit hohen Absätzen trägt. Deshalb war sie immer zur richtigen Zeit am richtigen Ort. Neben Einkaufen gehen mag sie auch Abenteuerreisen, aber sie möchte nicht, dass Montana davon erfährt. In der letzten Folge stellt sich heraus, dass Melissas Vater niemand Geringeres als Professor Gerrit persönlich ist.
- Lord Zero ist der Bösewicht der Geschichte, der die ganze Zeit versucht, all die Schätze an sich zu reißen. Manchmal gelingt es ihm, aber Montana und Alfred können sie immer wieder zurückholen. Meistens liegt das daran, dass Slim, Slam oder Dr. Nitro einen Fehler machen. Lord Zero hat unzählige technische Spielereien, alle mit seltsamen Funktionen. Sie können beispielsweise schießen, dienen als Teleskop oder haben ähnliche dieser Funktionen. Er ist immer übel gelaunt hört nicht gerne Ausreden.
- Slim und Slam sind die Handlanger von Lord Zero. Sie haben zwar keinen sehr hohen IQ, aber sie wissen, dass ihr Boss immer übel gelaunt ist. Was sie auch wissen ist, dass es effektiver wäre, wenn sie die Schätze alleine suchen würden, aber ihre Loyalität ist größer als ihre Waghalsigkeit. Sie müssen immer die schweren Aufgaben übernehmen, während Lord Zero nichts macht. Geht etwas schief, müssen sie dafür gerade stehen. Slim ist sehr groß. Slam ist um einiges kleiner, aber beide essen gern viel.
- Dr. Nitro ist ebenfalls ein Handlanger von Lord Zero und ein genialer Erfinder. Er erfindet eine Menge merkwürdiger Maschinen, die aber niemals auf die vorgesehene Weise funktionieren. Lord Zero verlangt in beinahe jeder Folge „eine plausible Erklärung für dieses Versagen“. Dr. Nitro hat dabei stets die gleiche Entschuldigung: Es wäre nicht passiert, wenn er ihm mehr Zeit und Geld gegeben hätte („Mit ein bisschen mehr Zeit und ein bisschen mehr Geld…“). Er gibt immer auf seine Maschinen acht, aber meistens explodieren sie wegen Lord Zero, weil dieser sie zu sehr beansprucht.

Zu den Hauptfiguren zählt außerdem Alfreds Mutter Agatha Jones, die ein kleines italienisches Restaurant in Boston führt und Montana und Alfred als Aushilfen angestellt hat. Der Asiate Chada ist der Koch in diesem Restaurant. Des Weiteren spielt Alfreds Mentor Professor Gerrit eine entscheidende Rolle, indem er Montana und Alfred Aufträge erteilt und mit Informationen versorgt. Sein Gesicht bekommt man allerdings erst in der allerletzten Folge zu sehen.

## Synchronisation
| Rolle (jp./dt.)              | Japanischer Sprecher (Seiyū) | Italienischer Sprecher | Deutscher Sprecher |
| ---------------------------- | ---------------------------- | ---------------------- | ------------------ |
| Montana Jones                | Akio Ōtsuka                  | Claudio Moneta         | Manou Lubowski     |
| Alfred Jones                 | Ryūsei Nakao                 | Enrico Bertorelli      | Norbert Gastell    |
| Melissa Sone                 | Junko Iwao                   | Daniela Fava           | Julia Haacke       |
| Lord Zero                    | Ryūzaburō Ōtomo              | Mario Zucca            | Herbert Weicker    |
| Slim                         | Toshiharu Sakurai            |                        | Gerd Rigauer       |
| Slum/Slam                    | Yūichi Nagashima             |                        | Ulli Johannson     |
| Doktor Nitro                 | Jumpei Takiguchi             |                        | Walther Reichelt   |
| Doktor Gilt/Professor Gerrit | Jumpei Takiguchi             |                        | Thomas Reiner      |
| Ahmed                        | Kumiko Watanabe              |                        | Dirk Meyer         |

## Ausstrahlung
Montana wurde auf dem Kinder-Sender Nickelodeon ausgestrahlt.

## Adaptionen
1994 erschien in der Deluxe Bom Bom eine Umsetzung als Manga Montana Jones von Akira Yamanaka.
Später folgte auch eine Umsetzung als Videospiel für das 3DO.

## DVD-Veröffentlichung
Am 25. Januar 2019 wurden die ersten 26 Episoden durch Pidax Film auf DVD veröffentlicht. Die weiteren 26 Folgen erschienen am 22. März 2019.